# Vertido de residuos nucleares en el fondo oceánico

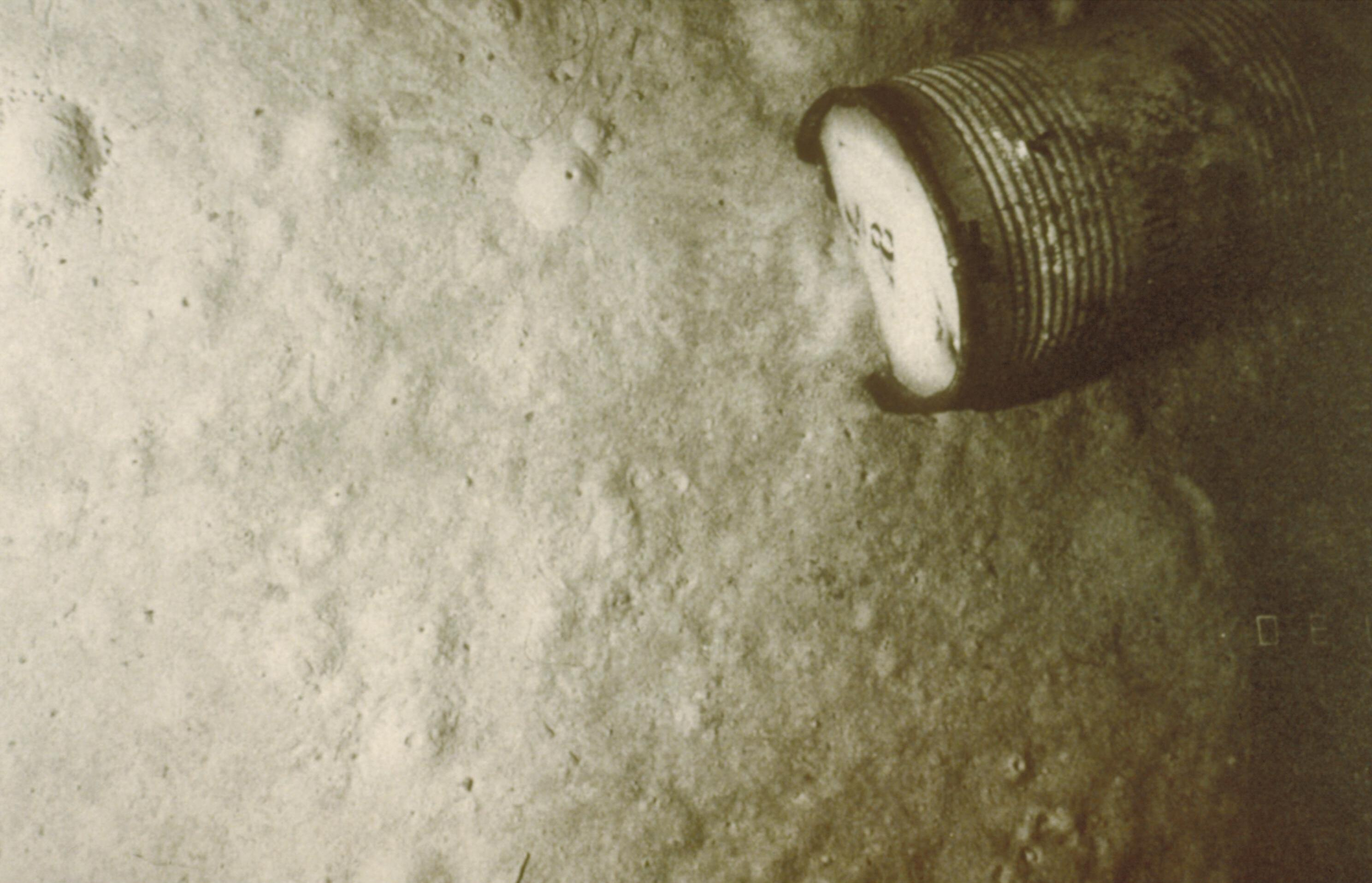
Fotografías de contenedores (bidones metálicos o de hormigón) de residuos de baja radiactividad, en la zona de vertido del Atlántico Nordeste (zona NEA), entre 4.500 y 4.700 m de profundidad.

El vertido en el fondo oceánico es un método de encerrar el residuo nuclear en el fondo del océano, donde es improbable que sea alterado ni geológicamente ni por la actividad humana.
Se han propuesto varios métodos para depositar el material en el fondo oceánico, incluyendo su embalado en hormigón y lanzándolo mediante torpedos diseñados para incrementar la profundidad de penetración (sistema que fue utilizado por el Reino Unido)[cita requerida], o depositándolo en contenedores en tubos de perforación con técnicas similares a las usadas en la exploración petrolífera.
El sedimento del fondo marino está saturado de agua, pero, puesto que no hay ninguna lámina de agua y el agua no fluye a través del sedimento, la migración del residuo disuelto queda limitada a la tasa a la que pueda difundirse a través de un barro denso. Esto es lo suficientemente lento como para que, potencialmente, el residuo requiera millones de años para que se difunda a través de decenas de metros de sedimento, de modo que para el momento en que llegara a mar abierta, el residuo se encontraría muy disuelto y su radioactividad degradada. Hay grandes regiones del fondo marino que se cree que son geológicamente inactivas por completo y no se espera que registren actividades humanas extensivas en el futuro. El agua absorbe toda la radiación en un radio de pocos metros siempre que los residuos continúen containerizados.
Uno de los problemas ligados con esta opción incluye la dificultad de la recuperación de los residuos, si fuera necesario, una vez estos se han situado en la profundidad del océano. Además, el establecer una estructura internacional efectiva para desarrollar, regular y controlar el repositorio del fondo marino sería extremadamente difícil.
Siguiendo consideraciones técnicas y políticas, la Convención de Londres prohíbe el vertido de materiales radioactivos en el mar, sin hacer distinción entre residuos arrojados directamente al mar y residuos enterrados bajo el fondo marino. La prohibición permanecerá vigente hasta el año 2018, en cuya fecha esta opción será revisada a intervalos de 25 años.